# Proterodesma turbotti
Proterodesma turbotti är en fjärilsart som beskrevs av John Tenison Salmon och Bradley 1956. Proterodesma turbotti ingår i släktet Proterodesma och familjen äkta malar. Inga underarter finns listade i Catalogue of Life.